# (164589) La Sagra
(164589) La Sagra ist ein Asteroid des inneren Hauptgürtels, der am 11. August 2007 vom Team des Observatorio Astronómico de La Sagra entdeckt wurde.
Der Asteroid wurde am 21. März 2008 nach dem Berg La Sagra benannt, an dem sich die nach ihm bezeichnete Sternwarte befindet. Dies war der erste vom Observatorio Astronómico de La Sagra entdeckte Kleinkörper, der von der Internationalen Astronomischen Union (IAU) nummeriert wurde.